# Hyelosia
Hyelosia là một chi bướm đêm thuộc họ Geometridae.